# Cephalaeschna orbifrons
Cephalaeschna orbifrons är en trollsländeart som först beskrevs av Selys 1883.  Cephalaeschna orbifrons ingår i släktet Cephalaeschna och familjen mosaiktrollsländor. IUCN kategoriserar arten globalt som livskraftig. Inga underarter finns listade i Catalogue of Life.